# 가스카와역
가스카와역(일본어: 粕川駅, かすかわえき)은 일본 군마현 마에바시시에 있는 조모 전기 철도 조모 전기 철도 조모 선의 역이다.
낮에는 30분 간격의 정시 운행을 하고, 일부 열차를 제외하여 교행을 실시한다.

## 역 구조
섬식 승강장 1면 2선의 지상역으로 한정일 유인역이다.
역사 쪽에 보수선이 1선이다.

### 승강장
|  | ■ 조모 선 | 주오마에바시 방면 |
|  | ■ 조모 선 | 니시키류 방면     |

## 역 주변
- 마에바시시 농업 협동 조합 가스카와 지소
- 마에바시 시청 가스카와 지소(옛, 가스카와 면사무소)
- 가스카와 우체국
- 군마 은행 가스카와 지점
- 군마 지방 도로 113호 가스카와 정거장선

## 역사
- 1928년 11월 10일: 영업 개시.
- 2004년
  - 9월: 구역사(개업 당시부터 사용하였던 목조 역사) 해체.
  - 11월 30일: 신역사 완성.

## 인접역
| ■ 조모 전기 철도 조모 선 | ■ 조모 전기 철도 조모 선 | ■ 조모 전기 철도 조모 선 |
| ------------------------ | ------------------------ | ------------------------ |
| 아라야 주오마에바시 방면 |                          | 젠 니시키류 방면         |